# Едімілсон Фернандеш
Едімілсон Фернандеш (нім. Edimilson Fernandes, нар. 15 квітня 1996, Сьйон) — швейцарський футболіст, півзахисник клубу «Янг Бойз» та національної збірної Швейцарії.

## Клубна кар'єра
Фернандеш почав займатися футболом з 2004 року у футбольному клубі «Фюлі». У 2007 році перейшов до молодіжного складу клубу «Сьйон». З кінця сезону 2012/13 Фернандеш став виступати в резервній команді «Сьйон», яка виступала у Першій лізі Промоушен. В цілому, за фарм-клуб Фернандеш зіграв 41 матч і забив 8 м'ячів.
За першу команду Фернандеш дебютував 1 червня 2013 року в матчі швейцарської Суперлізі проти «Цюриха». З сезону 2014/15 став регулярним гравцем основного складу. Свій перший гол у складі першої команди Фернандеш забив 1 березня 2015 року в матчі проти «Люцерна». 7 червня 2015 року Фернандеш у складі «Сьйона» виграв Кубок Швейцарії, у фіналі якого здобув перемогу з рахунком 3:0 над «Базелем», а Едімілсон забив один з голів. Перемога в Кубку дала «Сьйону» путівку в Лігу Європи. У Лізі Європи Фернандеш дебютував 17 вересня 2015 року в домашньому матчі проти казанського «Рубіна», де відзначився двома результативними передачами.
25 серпня 2016 року Фернандеш перейшов в англійський «Вест Гем Юнайтед» за 6,4 мільйони євро, підписавши з клубом чотирирічний контракт. У першому сезоні стабільно залучався до матчів першої команди, провівши 32 матчі в усіх турнірах і забивши 1 гол. Втім вже наступного сезону 2017/18 став рідше грати і провів лише 16 ігор.
Через це влітку 2018 року перейшов на правах оренди в італійську «Фіорентину», у складі якої провів наступний рік своєї кар'єри гравця, а влітку 2019 року перейшов у клуб німецької Бундесліги «Майнц 05».

## Виступи за збірні
Протягом 2016–2018 років залучався до складу молодіжної збірної Швейцарії. На молодіжному рівні зіграв у 6 офіційних матчах, забив 2 голи.
13 листопада 2016 року дебютував в офіційних іграх у складі національної збірної Швейцарії в матчі відбору на чемпіонат світу 2018 року проти Фарерських островів (2:0).
Влітку 2019 року був включений у фінальну заявку збірної на Фінал чотирьох Ліги націй УЄФА 2019 року у Португалії.

## Титули і досягнення
- Володар Кубка Швейцарії (1):

«Сьйон»: 2014-15

## Особисте життя
Едімілсон Фернандеш народився в сім'ї з португальськими та кабо-вердійським корінням. Він доводиться двоюрідним братом швейцарському футболісту Желсону Фернандешу, португальському футболістові Мануелу Фернандешу і кабо-вердійському футболісту Кабралу.
| Дата       | Місто            | Господарі  | Результат               | Гості             | Турнір                                         | Голи | Примітки  |
| ---------- | ---------------- | ---------- | ----------------------- | ----------------- | ---------------------------------------------- | ---- | --------- |
| 13-11-2016 | Люцерн           | Швейцарія  | 2 – 0                   | Фарерські острови | Відбір до ЧС 2018                              | -    | 69'       |
| 1-6-2017   | Невшатель        | Швейцарія  | 1 – 0                   | Білорусь          | товариський матч                               | -    | 64'       |
| 31-8-2017  | Санкт-Галлен     | Швейцарія  | 3 – 0                   | Андорра           | Відбір до ЧС 2018                              | -    | 74'       |
| 11-9-2018  | Лестер           | Англія     | 1 – 0                   | Швейцарія         | товариський матч                               | -    | 66'       |
| 12-10-2018 | Брюссель         | Бельгія    | 2 – 1                   | Швейцарія         | Ліга націй УЄФА 2018-2019 - 1-й етап           | -    | 83'       |
| 15-10-2018 | Рейк'явік        | Ісландія   | 1 – 2                   | Швейцарія         | Ліга націй УЄФА 2018-2019 - 1-й етап           | -    | 69'       |
| 14-11-2018 | Лугано           | Швейцарія  | 0 – 1                   | Катар             | товариський матч                               | -    | 46'       |
| 18-11-2018 | Люцерн           | Швейцарія  | 5 – 2                   | Бельгія           | Ліга націй УЄФА 2018-2019 - 1-й етап           | -    |           |
| 5-6-2019   | Порту            | Португалія | 3 – 1                   | Швейцарія         | Ліга націй УЄФА 2018-2019 - півфінал           | -    | 71'       |
| 9-6-2019   | Гімарайнш        | Швейцарія  | 0 – 0 д.ч. (5 – 6 п.п.) | Англія            | Ліга націй УЄФА 2018-2019 - матч за 3-тє місце | -    | 61'       |
| 5-9-2019   | Дублін           | Ірландія   | 1 – 1                   | Швейцарія         | Відбір до ЧЄ 2020                              | -    | 90+4'     |
| 8-9-2019   | Сьйон            | Швейцарія  | 4 – 0                   | Гібралтар         | Відбір до ЧЄ 2020                              | -    |           |
| 15-10-2019 | Женева           | Швейцарія  | 2 – 0                   | Ірландія          | Відбір до ЧЄ 2020                              | 1    | 28'       |
| 15-11-2019 | Санкт-Галлен     | Швейцарія  | 1 – 0                   | Грузія            | Відбір до ЧЄ 2020                              | -    | 84'       |
| 7-10-2020  | Санкт-Галлен     | Швейцарія  | 1 – 2                   | Хорватія          | товариський матч                               | -    | 62'       |
| 10-10-2020 | Мадрид           | Іспанія    | 1 – 0                   | Швейцарія         | Ліга націй УЄФА 2020-2021 - 1-й етап           | -    | 86'       |
| 13-10-2020 | Кельн            | Німеччина  | 3 – 3                   | Швейцарія         | Ліга націй УЄФА 2020-2021 - 1-й етап           | -    | 66'       |
| 11-11-2020 | Левен            | Бельгія    | 2 – 1                   | Швейцарія         | товариський матч                               | -    |           |
| 14-11-2020 | Базель           | Швейцарія  | 1 – 1                   | Іспанія           | Ліга націй УЄФА 2020-2021 - 1-й етап           | -    |           |
| 28-3-2021  | Санкт-Галлен     | Швейцарія  | 1 – 0                   | Литва             | Відбір до ЧС 2022                              | -    | 65'       |
| 31-3-2021  | Санкт-Галлен     | Швейцарія  | 3 – 2                   | Фінляндія         | товариський матч                               | -    |           |
| 3-6-2021   | Санкт-Галлен     | Швейцарія  | 7 – 0                   | Ліхтенштейн       | товариський матч                               | 1    | 67'       |
| 28-11-2022 | Доха             | Бразилія   | 1 – 0                   | Швейцарія         | ЧС 2022 - груповий етап                        | -    | 59'       |
| 2-12-2022  | Доха             | Сербія     | 2 – 3                   | Швейцарія         | ЧС 2022 - груповий етап                        | -    | 68'       |
| 6-12-2022  | Лусаїл           | Португалія | 6 – 1                   | Швейцарія         | ЧС 2022 - 1/8 фіналу                           | -    |           |
| 28-3-2023  | Женева           | Швейцарія  | 3 – 0                   | Ізраїль           | Відбір до ЧЄ 2024                              | -    | 85'       |
| 16-6-2023  | Андорра-ла-Велья | Андорра    | 1 – 2                   | Швейцарія         | Відбір до ЧЄ 2024                              | -    |           |
| 19-6-2023  | Люцерн           | Швейцарія  | 2 – 2                   | Румунія           | Відбір до ЧЄ 2024                              | -    | 23' 90+1' |
| 9-9-2023   | Приштина         | Косово     | 2 – 2                   | Швейцарія         | Відбір до ЧЄ 2024                              | -    |           |
| 15-11-2023 | Будапешт         | Ізраїль    | 1 – 1                   | Швейцарія         | Відбір до ЧЄ 2024                              | -    | 90+4'     |
| Усього     |                  | Матчів     | 30                      |                   | Голів                                          | 2    |           |